# ماسكربوني
الماسكربوني أو المَسْكَربُونة (بالإنجليزية: Mascarpone)‏ هي جبنة إيطالية ناعمة تصنع من كريم متخثر عن طريق إضافة حمض الستريك أو حمض الخليك. يمكن تصنيع المسكربونة أيضا باستخدام كريم وحمض الطرطريك أو حمض الستريك أو حتى عصير الليمون. بعد التمسخ، يتم إزالة مصل اللبن دون ضغط. تم الاعتراف بها في إيطاليا باعتبارها (prodotto agroalimentare tradizionale (PAT أي منتج غذائي زراعي تقليدي.

## الأصل
نشأت مسكربونة في المنطقة الواقعة بين لودي وأبياتيغراسو، إيطاليا، جنوب غرب ميلانو، ربما في أواخر القرن السادس عشر أو أوائل القرن السابع عشر. بشكل عام، أشتق الاسم من الماسكاربا، وهو منتج من منتجات الألبان مصنوع من مصل ستراكينو (جبن صغير السن)، أو من مسكربيا، وهي كلمة باللهجة المحلية للريكوتا. الريكوتا، على عكس المسكربونة، مصنوعة من الحليب بدلاً من الكريمة.
تقليديًا، يتم إنتاج المسكربونة خلال موسم البرد فقط، بينما أصبحت اليوم منتجًا متاحًا على مدار السنة.

## الاستخدامات
المسكربونة لونها أبيض حليبي وهي سهلة الدهن. تستخدم في العديد من الأطباق في منطقة لومباردي في إيطاليا وتعتبر من مميزات المنطقة. عتد من العناصر الرئيسية في التيراميسو الحديثة. كما تستخدم أحيانا بدلا من، أو مع، الزبدة والجبن البارميزان لإعطاء قوام غني وثقيل للريزوتو. تستخدم أيضا في وصفات كعك الجبن كما تستخدم في الكريمة التي يزين بها الكب كيك والكعك. تقدم أيضا مع أطباق الفرنش توست ويمكن أيضا إضافتها إلى الحساء والصلصات بدلا من الكريمة الثقيلة أو القشدة الحامضة.
تحظى المسكربونة بشعبية كبيرة في إميليا-رومانيا كحلوى يتم تقديمها في فنجان.

## القيمة الغذائية
تحتوي الحصة المكونة من 1 أوقية (28.35 جم) على 124 سعرة حرارية وتحتوي على العناصر الغذائية التالية:
| العنصر الغذائي | الكمية   |
| الدهون         | 13 جم    |
| المشبعة        | 7 جم     |
| كورستوريول     | 36 مل جم |
| صوديوم         | 16 مل جم |
| كربوهيدرات     | 0.5 جم   |
| الألياف        | 0        |
| البروتين       | 2 جم     |

## الفرق بين المسكربونة والجبن الكريمي
تتكون المسكربونة من كريمة ثقيلة في حين أن الجبن الكريمي مصنوع من الحليب كامل الدسم، لذلك تحتوي الماسكاربون على نسبة دهون أعلى (60-75%) مما يضفي على ها مذاق دسم أكثر ثراءا، كطعم وملمس الزبدة. الجبن الكريمي، على النقيض من ذلك، يحتوي فقط 30-40٪ من الدهون وهو أكثر حمضية.

## الخيارات المحلية

### أستراليا
هناك أنواع مشابه لجبنة المسكربونة في إستراليا والمعروفة بجبنة مسكربونة الأسترالية ذات اللون العاجي، ويتم تقديمها مع الفواكه الطازجة. أما النوع الآخر فهو جبنة مسكربونة تورتا (Mascarpone Torta) وهي جبنة دسمة، ناعمة الملمس، ذات لون كريمي، مصنوعة من حليب البقر وتحتوي طبقات من الصنوبر والريحان.